# Givro
Givro Corporation (株式会社 ギブロ Kabushiki-kaisha Giburo?) var en japansk datorspelföretag som grundades 1989 i Tokyo, Japan av Takashi Yoneda, som tidigare anställdes av Technos Japan och Enix.